# Ламба (нижний приток Ярани)
Ламба — река в России, протекает в Яранском районе Кировской области. Устье реки находится в 81 км по левому берегу реки Ярань. Длина реки составляет 14 км.
Исток реки находится западнее деревни Большие Шалаи (Знаменское сельское поселение) и в 13 км к юго-западу от Яранска. Река течёт на северо-восток, протекает деревни Большие Шалаи и Савино, а также ряд нежилых. В нижнем течении течёт по левобережной части города Яранск, впадает в Ярань в центре города у автомобильного моста.

## Данные водного реестра
По данным государственного водного реестра России, относится к Камскому бассейновому округу, водохозяйственный участок реки — Вятка от города Котельнич до водомерного поста посёлка городского типа Аркуль, речной подбассейн реки — Вятка. Речной бассейн реки — Кама.
Код объекта в государственном водном реестре — 10010300412111100036986.